# Julius Fürst (Rabbiner)

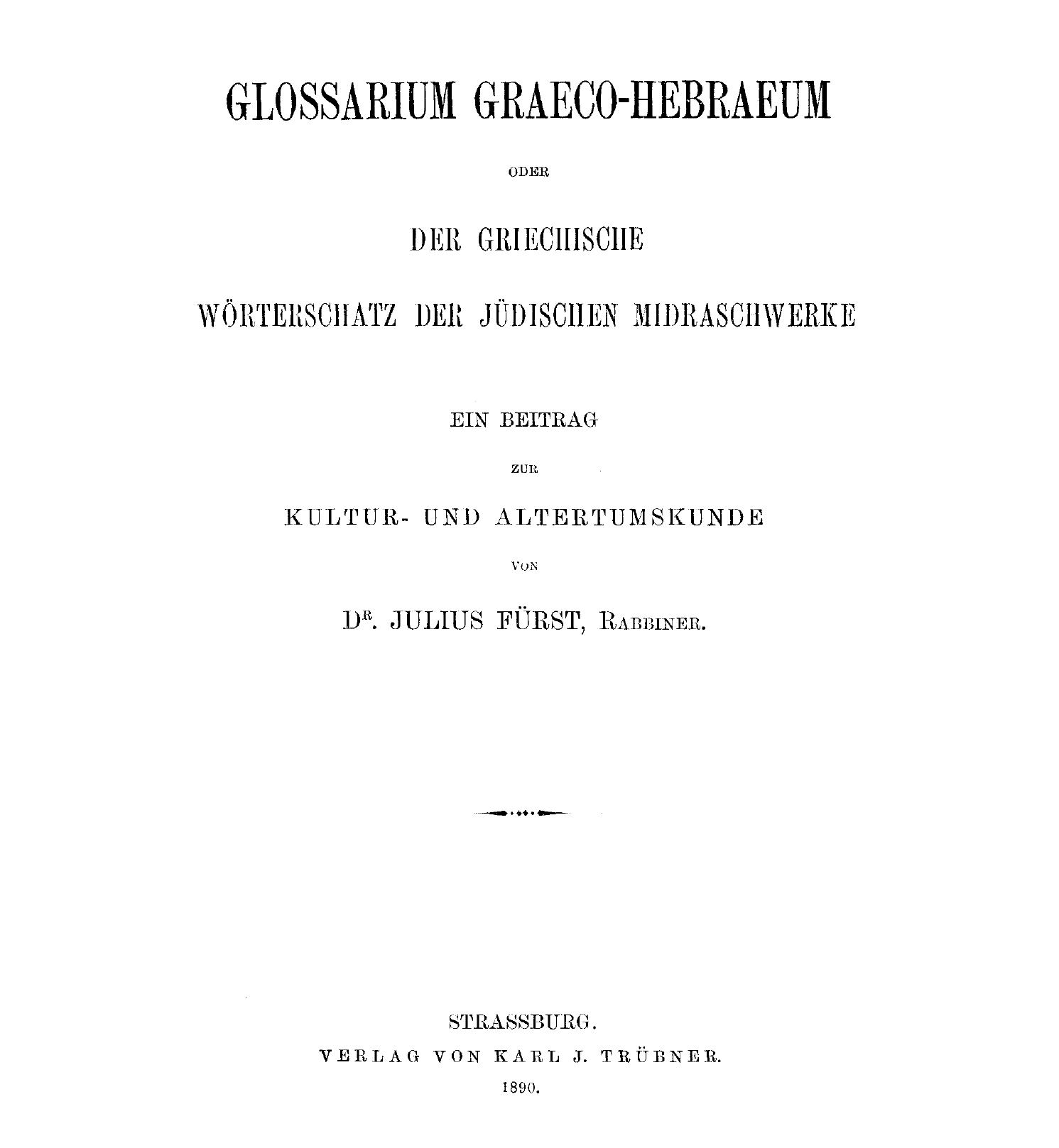
Seite aus dem Glossarium Graeco-Hebraeum des Julius Fürst, Straßburg 1890

Julius Fürst (14. November 1826 in Mannheim – 5. September 1899 ebenda) war ein deutscher Rabbiner und Hebraist in Mannheim.

## Leben und Herkunft
Julius Fürst war einer von vier Söhnen des Rabbiners Salman ben Meier Thalmessing, genannt „Salomon Fürst“ (geboren 1799 in Mannheim; gestorben 11. April 1870 in Heidelberg), und dessen Gattin Therese-Gresel Traub (1790–1847). Der Vater wurde 1827 Bezirksrabbiner in Heidelberg und Julius Fürst besuchte dort bis 1844 das Gymnasium und die Universität, wurde aber seit seiner frühesten Jugend vor allem vom Vater unterrichtet. Er promovierte im März 1847 beim Philosophen Reichlin-Meldegg über Spinozas Lehre von der Substanz. Seit 1848 hielt er gelegentlich Predigten in Heidelberg und erhielt dann eine Stelle an der Mannheimer Klaus und als Lehrer in der dortigen höheren Bürgerschule.
Im April 1854 wurde Julius Fürst als Landesrabbiner nach Endingen im Aargau berufen und kam dann im Februar 1857 als Bezirksrabbiner nach Merchingen in Baden. Eine zunächst aussichtsreiche Bewerbung in Württemberg wurde von der dortigen Oberkirchenbehörde abgelehnt, da ihr die „etwas unansehnliche Figur des Fürst“ missfiel, „welche zu imponieren nicht eben geeignet“ erschien. Im Juni 1859 kam Fürst als erster ausländischer Rabbiner in Bayern als Distriktsrabbiner nach Bayreuth. Am 23. April 1860 wurde er in Heidelberg von seinem Vater mit Ella Wertheimer (* 1. Juni 1838 in Bayreuth; gestorben 17. Februar 1905 in Mannheim) getraut. In Bayreuth hatte Fürst etliche Schwierigkeiten und schickte Bewerbungen nach Stettin, Bamberg und Erfurt. Er kam jedoch 1873 als Prediger und Religionslehrer nach Mainz und war dann ab September 1880 lebenslang Klaus-Rabbiner in Mannheim.

## Wirken
Fürst galt als gemäßigter Reformer und war Teilnehmer an der liberalen Rabbinerversammlung in Kassel 1868 und der Synode von Augsburg. Er trat mit Eifer für die bürgerliche Gleichberechtigung seiner Glaubensgenossen und für Reformbestrebungen innerhalb des Judentums ein. Fürst war stets auch schriftstellerisch tätig. So beteiligte er sich als Mitarbeiter an der Midrasch-Übersetzung von August Wünsche und an der dreibändigen Anthologie „Die jüdische Literatur seit Abschluss des Kanons“ von Winter und Wünsche (Trier 1894–1896). In den Jahren 1890 bis 1891 erschien Fürsts Hauptwerk, das „Glossarium Graeco Hebraeum“, in dem er den griechischen Wortschatz in den Talmuden und Midraschim zu ergründen versuchte. Überhaupt bildete die talmudische Lexikographie den Mittelpunkt seiner literarischen Tätigkeit. Zudem veröffentlichte Fürst zahlreiche Predigten, Aufsätze sowie Beiträge in verschiedenen Zeitschriften (so in „Revue des études juives“) und Lexika.

## Werke (Auswahl)
- Die neueste Erhebung des Schweizervolkes und die Verschiedenheit der Confessionen, in Zukunft des Volkes, Basel 1856
- Das peinliche Rechtsverfahren im jüdischen Alterthum. Ein Beitrag zur Entscheidung der Frage über Aufhebung der Todesstrafe, Heidelberg 1870
- Lessing's Nathan der Weise, Blumenthal’s Monatshefte für Dichtkunst und Kritik, 1875, Heft II
- Schem hammephorasch oder Askara, der ausdrücklich, deutlich ausgesprochene Gottesname Jhvh, Zeitschrift der Deutschen Morgenländischen Gesellschaft. 1879, Heft I (Digitalisat, Martin-Luther-Universität Halle-Wittenberg; Einsichtnahme 19. Oktober 2020)
- Glossarium Graeco Hebraeum. Straßburg im Elsaß, 1890[3]
- Zur Erklärung griechischer Lehnwörter in Talmud und Midrasch, Meyer’s Conversations-Lexicon, 1894